# Ястребчак, Владимир Валерьевич
Влади́мир Вале́рьевич Ястребчак (9 октября 1979, Тирасполь, Молдавская ССР, СССР — 11 мая 2024) — юрист, дипломат, государственный деятель Приднестровской Молдавской Республики. Министр иностранных дел Приднестровской Молдавской Республики с 28 ноября 2008 по 17 января 2012 (и. о. 1 июля — 28 ноября 2008). Советник I класса (3 мая 2007).

## Биография
С мая 1999 по октябрь 2000 — ведущий специалист ГУ «Государственный сертификационно-испытательный центр продуктов питания».
С октября 2000 по март 2001 — главный специалист Министерства юстиции Приднестровской Молдавской Республики.
В 2001 окончил Приднестровский государственный университет имени Т. Г. Шевченко по специальности «юриспруденция».
С марта 2001 — на дипломатической службе в МИД Приднестровской Молдавской Республики.
С 2003 по 2007 — начальник правового отдела Управления функционального обеспечения МИД Приднестровской Молдавской Республики.
С 16 февраля 2007 по 28 ноября 2008 — первый заместитель министра иностранных дел Приднестровской Молдавской Республики.
С 1 июля 2008 — исполняющий обязанности министра иностранных дел Приднестровской Молдавской Республики.
С 13 августа 2008 — член Комиссии по оказанию помощи Республике Южная Осетия в ликвидации последствий войны 2008 года.
С 28 ноября 2008 по 17 января 2012 — министр иностранных дел Приднестровской Молдавской Республики. Освобождён от занимаемой должности в связи с формированием правительства Приднестровья.
С июня по 31 декабря 2012 — заместитель директора ЗАО «Мобилайт» по международным связям.
2 августа 2013 года МИД Азербайджана объявил список персон нон грата, состоящий из 335 человек, включая и Владимира Ястребчака.
Занимался преподавательской деятельностью на кафедре политологии и политического управления Института государственного управления, права и социально-гуманитарных наук Приднестровского государственного университета имени Т. Г. Шевченко.
28 июня 2017 года назначен специальным представителем Президента Приднестровской Молдавской Республики по вопросам взаимоотношений с Украиной.
11 мая 2024 года стало известно, что Владимир Ястребчак умер в Тирасполе. Соболезнования выразили МИД ПМР, Президент Приднестровья Вадим Красносельский и председатель Правительства республики Александр Розенберг. Причина смерти нигде не указана. Похоронен 14 мая в Тирасполе на кладбище «Западное».

## Награды
Награды ПМР
- Орден «Трудовая слава» (3 июля 2007 года) — за личный вклад в защиту суверенитета и укрепление независимости Приднестровской Молдавской Республики, добросовестное исполнение служебного долга, высокий профессионализм и в связи с 15-летием со дня образования Министерства иностранных дел Приднестровской Молдавской Республики
- Медаль «За трудовую доблесть» (19 августа 2005 года) — за большой вклад в становление и развитие Приднестровской Молдавской Республики, активную общественную и профессиональную деятельность и в связи с 15-й годовщиной со дня образования Приднестровской Молдавской Республики[13]
- Юбилейная медаль «15 лет Приднестровской Молдавской Республике» (6 июня 2006 года) — за личный вклад в укрепление суверенитета и независимости Приднестровской Молдавской Республики, высокий профессионализм и в связи с 14-й годовщиной со дня образования Министерства иностранных дел Приднестровской Молдавской Республики[14]
- Медаль «Участнику миротворческой операции в Приднестровье»[15]

Иностранные награды
- Орден Дружбы (Южная Осетия, 16 июня 2009 года) — за активную и плодотворную внешнеполитическую деятельность и большой личный вклад в дело укрепления и развития дружественных отношений между народами Республики Южная Осетия и Приднестровской Молдавской Республики[16]
- Медаль «За поддержание мира в Абхазии» (Абхазия, 2009 год)[17]
- Орден «Честь и Слава» III степени Республика Абхазия[18]

Иные награды:
- Почётный знак «За научные исследования и поддержку соотечественников» (Институт стран СНГ)[19]